# Hédervári (cràter)
Hédervári és un cràter d'impacte lunar que es troba a la part sud de la Lluna, només uns pocs kilòmetres del pol sud lunar. Està unit a la vora nord del cràter més gran Amundsen, i es troba al sud de Hale. A causa de la seva ubicació, gairebé es pot veure la cresta de la seva vora des de la Terra, la qual cosa dificulta la quantitat de detall que es pot observar. També s'il·lumina obliquament pel Sol, i l'interior és sovint cobert en ombres.
Es tracta d'un cràter erosionat amb una vora exterior aspre i irregular. El cràter més petit Amundsen C es troba prop de la vora nord, així com la paret interior i part del sòl interior. La muralla exterior d'Amundsen cobreix la part sud de la paret interior. El sòl interior és aspre en llocs, particularment en la meitat occidental. El sòl oriental és més pla i sense trets. Hi ha un munt de terreny aspre sobre el punt mitjà.
Aquest cràter va ser prèviament identificat com Amundsen A abans que la UAI li assignés un nom en honor de Péter Hédervári, un astrònom hongarès.